# Ringo Starr and His All-Starr Band
Ringo Starr & His All-Starr Band è un supergruppo musicale rock fondato nel 1989 dall'ex-batterista dei Beatles Ringo Starr. La sua particolarità è il suo continuo cambio di personale, diverso in oltre 15 tournée.

## Storia
Il concetto del supergruppo fu creato dal produttore David Fishof, che intendeva creare una band musicale dove "tutte le persone sul palco fossero delle star", motivo per cui il personale della band viene sempre cambiato in ogni tour. Insieme a Starr sono presenti varie icone del rock e del pop, vecchi collaboratori suoi e nuove guest star.
Il primo tour della band, nel 1989, accompagnò l'uscita dell'omonimo album live Ringo Starr and His All-Starr Band..., che contribuì al ritorno alle scene di Ringo Starr. L'album si rivelò infatti un successo e rilanciò la popolarità di Ringo.
Normalmente nelle tournée venivano esibite una decina di canzoni soliste di Starr, del repertorio dei Beatles, canzoni di uno dei membri o di un gruppo di cui hanno fatto parte – solitamente le hit oppure una cover.
La All-Starr Band non ha mai composto musica originale, ma ha pubblicato diversi album live, come Postcards from Paradise del 2015, l'album contiene la canzone Island in the Sun, scritta in collaborazione tra ogni membro.
Durante il quattordicesimo tour, le date del 2020 e 2021 furono posticipate a causa della pandemia da COVID-19, e poi cancellate definitivamente quando Ringo contrasse il virus. Nel 2024 annullò parte dei suoi concerti dopo essersi raffreddato gravemente.

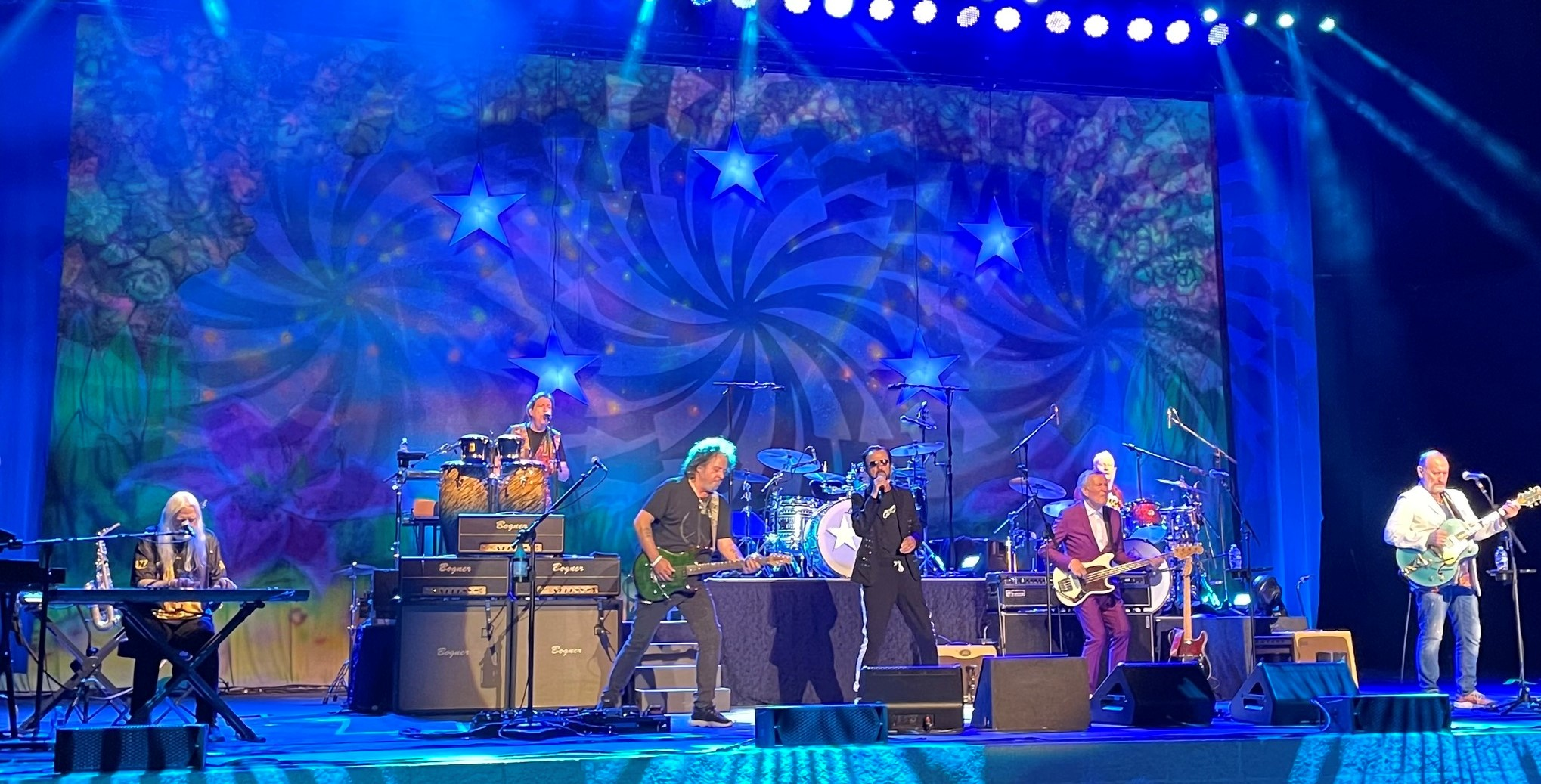
Ringo Starr & His All-Starr Band (formazione del 2022)

## Membri

### Formazione storica
- Ringo Starr – solista, batterie, pianoforte (1989- )
- Colin Hay  – chitarra ritmica, armonica a bocca, voce (2003, 2008, 2018- )
- Hamish Stuart– basso elettrico, chitarra ritmica, voce (2006-2008, 2019- )
- Edgar Winter – tastiere, sassofono, percussioni, voce (2006-2011, 2022- )
- Gregg Bissonette – batterie, percussioni, tromba, voce (2008 - )
- Steve Lukather – chitarra ritmica, basso elettrico, voce (2012- )
- Warren Ham – sassofono, percussioni, tastiere, armonica a bocca, voce (2014 - )

### Membri passati o occasionali
- Joe Walsh (1989-1992, 1995-2024)
- Nils Lofgren (1995-2019)
- Dr. John (1989, 2008)
- Billy Preston (1989, 1995)
- Rick Danko (1989)
- Levon Helm (1989, 2008)
- Clarence Clemons (1989)
- Jim Keltner (1989, 2006-2023)
- Todd Rundgren (1992, 1999, 2012-2017)
- Dave Edmunds (1992, 2000)
- Burton Cummings (1992)
- Timothy B. Schmit (1992, 1997)
- Zak Starkey (1989-2010)
- Timmy Cappello (1992, 1999)
- Randy Bachman (1995)
- Mark Farner (1995, 1997)
- Felix Cavaliere (1995, 2012)
- John Entwistle (1995)
- Mark Rivera (1995-1998, 2000-2003, 2010-2019)
- Peter Frampton (1997-1998, 2012)
- Gary Brooker (1997-1999, 2010)
- Jack Bruce (1997-2000, 2010)
- Simon Kirke (1997-2000, 2003)
- Scott Gordon (1998)
- Eric Carmen (1989-2024)
- Roger Hodgson (2001)
- Ian Hunter (2001)
- Howard Jones (2001, 2023)
- Greg Lake (2001)
- Sheila E. (2001-2006, 2008)
- Paul Carrack (2003)
- John Waite (2003)
- Billy Squier (2006, 2008, 2010-2014)
- Richard Marx (2006, 2010-2012)
- Rod Argent (2006)
- Gary Wright (2008-2011, 2012)
- Wally Palmar (2010, 2019)
- Rick Derringer (2010)
- Richard Page (2010-2017, 2019)
- Gregg Rolie (2012-2021, 2024)
- Graham Gouldman (2018)

### Guest Star
Garth Hudson, Bruce Springsteen, John Candy, Paul Shaffer, Tom Lofgren, Harry Nilsson, James Gang, Jeff Healey, Mike Lofgren, Hoyt Axton, Bonnie Raitt, Gary Busey, Kenny Passarelli, Steven Tyler, Max Weinberg, Slash, Stevie Nicks, Ginger Baker, Leo Kottke, Bob Mayo, Eric Burdon, Eric Stuart, Andy Summers, Michael McDonald, Gary Puckett, Steven Van Zandt, Gary Burr, Pete Townshend, Jeff Lynne, Peter Asher, Paul McCartney, Pat Mastelotto, Chris Fryar, Judy Collins, John Baez, Don Powell, Klaus Voorman, Benmont Tench, David Paich, Buck Johnson e altri.

## Tournée
In grassetto le tappe annullate o mai svolte.
| Tournée                                                             | Paesi | Note   |
| ------------------------------------------------------------------- | --- | ------ |
| First All-Starr Band Tour of 1989                                   | Stati Uniti, Canada, Giappone, Francia, Finlandia | [ 2 ]  |
| Second All-Starr Band Tour of 1992                                  | Stati Uniti, Canada, Svezia, Regno Unito, Francia, Germania, Svizzera, Finlandia, Danimarca, Belgio, Italia                                                                                                 | [ 3 ]  |
| Third All-Starr Band Tour of 1995                                   | Giappone, Stati Uniti, Messico, Cile, Argentina, Brasile | [ 4 ]  |
| Fourth All-Starr Band Tour of 1997-1998                             | Stati Uniti, Brasile, Finlandia, Svizzera, Danimarca, Germania, Lussemburgo, Belgio, Portogallo, Irlanda, Regno Unito, Russia, Monaco                                                                       | [ 5 ]  |
| Fifth All-Starr Band Tour of 1999                                   | Stati Uniti | [ 6 ]  |
| Sixth All-Starr Band Tour of 2000                                   | Stati Uniti, Canada, Argentina, Australia | [ 7 ]  |
| Seventh All-Starr Band Tour of 2001                                 | Stati Uniti, Canada | [ 8 ]  |
| Eighth All-Starr Band Tour of 2003                                  | Stati Uniti, Canada | [ 9 ]  |
| Ninth All-Starr Band Tour of 2006                                   | Stati Uniti, Canada | [ 10 ] |
| Tenth All-Star Band Tour of 2008                                    | Stati Uniti, Canada | [ 11 ] |
| Eleventh All-Starr Band Tour of 2010-2011 / 70th Birthday Concert   | Stati Uniti, Canada, Ucraina, Russia, Svezia, Norvegia, Danimarca, Lettonia, Polonia, Regno Unito, Francia, Ungheria, Repubblica Ceca, Italia, Germania, Paesi Bassi, Austria, Messico, Argentina, Brasile, | [ 12 ] |
| Twelfth All-Starr Band Tour of 2012-2017                            | Stati Uniti, Canada, Nuova Zelanda, Australia, Giappone, Brasile, Uruguay, Argentina, Perù, Messico, Repubblica Dominicana, Puerto Rico, Colombia, Corea del Sud                                            | [ 13 ] |
| Thirteenth All-Starr Band Tour of 2018                              | Stati Uniti, Francia, Paesi Bassi, Germania, Finlandia, Danimarca, Repubblica Ceca, Austria, Israele, Spagna, Lussemburgo, Monaco, Francia, Italia                                                          | [ 14 ] |
| Fourteenth All-Starr Band Tour of 2019-2021 / 30th Anniversary Tour | Cina, Giappone, Stati Uniti, Canada (Le tappe del 2020-2021 furono annullate, negli stessi paesi) | [ 15 ] |
| Fifteenth All-Starr Band Tour of 2022-2024                          | Canada, Stati Uniti (Le tappe del 2024 furono annullate, negli stessi paesi) | [ 16 ] |

## Discografia

### Album live
- Ringo Starr and His All-Starr Band... (1989)
- Ringo Starr and His All Starr Band Volume 2: Live from Montreux (1993)
- Ringo Starr and His Third All-Starr Band Volume 1 (1997)
- King Biscuit Flower Hour Presents Ringo & His New All-Starr Band (2002)
- Tour 2003 (2004)
- Ringo Starr & His All Starr Band Live 2006 (2008)
- Live at the Greek Theatre (2010)

### Singoli
- It Don't Come Easy (Live) – 1990
- With a Little Help from My Friends (Live) – 1990
- Wings (Live) – 2012
- Island in the Sun –– 2015

### Altro
- The Anthology... So Far (2001)
- Extended Versions (2003)
- Ringo Starr and Friends (2006)
- Ringo at the Ryman (2013)
- Postcards from Paradise (2015)

## Scaletta tipica
*La scaletta ha subito vari cambiamenti lungo la storia della band
- It Don't Come Easy (Ringo Starr)
- No No Song (Hoyt Axton & David Jackson)
- Yellow Submarine (The Beatles)
- Iko Iko (James "Sugarboy" Crawford) / Such a Night (Dr. John)
- The Weight (The Band)
- Shine Silently (Nils Lofgren)
- Will It Go Round in Circles (Billy Preston) / Get Back (Beatles)
- Act Naturally (Johnny Russel)
- Honey Don't (Carl Perkins)
- You're a Friend of Mine (Narada Michael Walden & Jeffrey Cohen)
- The Shape I'm In (The Band)
- Life in the Fast Lane (Joe Walsh)
- I Wanna Be Your Man (The Beatles) / Back Off Boogaloo (Ringo Starr)
- Desperado (Eagles)
- Raining My Heart (Buddy Holly)
- Up on Cripple Creek (The Band)
- Boys (Luther Dixon & Wes Farrel)
- Bein' Angry (Nils Lofgren)
- Candy (Dr. John)
- Right Place, Wrong Time (Dr. John)
- Quarter to Three (Church Street Five)
- Amazing Grace (John Newton) / Rocky Mountain Way (Joe Walsh)
- Nothing from Nothing (Billly Preston) / That's The Way God Planned It (Billy Preston)
- Photograph (Ringo Starr)
- You're Sixteen (Sherman Brothers)
- With a Little Help from My Friends (The Beatles)